# Actual Reality
Pour plus de détails, voir Fiche technique et Distribution.
Actual Reality est un film américain réalisé par Ian Stout et Robin Vada, sorti en 2015.

## Synopsis
Un hacker rencontre une fille sur le net. Le garçon réalise que la fille est une policière. La fille réalise que le garçon est une fille.

## Fiche technique
- Titre : Actual Reality / Dystopia
- Réalisation : Ian Stout, Robin Vada
- Scénario : Ian Stout
- Production :
- Société de production : Vertica Productions
- Musique :
- Langue d'origine : Anglais américain
- Pays de production : États-Unis
- Lieux de tournage : Portland, Oregon, États-Unis
- Genre : Science-fiction
- Durée : 93 minutes (1 h 33)
- Date de sortie : 
  - États-Unis 3 septembre 2015